# Edt bei Lambach
Edt bei Lambach là một đô thị thuộc huyện Wels-Land thuộc bang Oberösterreich, Áo. Đô thị Edt bei Lambach có diện tích 21 km², dân số thời điểm năm 2006 là 2074 người.
Bản mẫu:Wels-Land